# (73368) 2002 KB11
2002 كي بي 11 (ويعرف أيضًا باسم (73368) 2002 كي بي 11 وفق تسمية الكوكب الصغير) (بالإنجليزية: 2002 KB11)‏ هو كويكب ضمن حزام الكويكبات؛ وترتيبه 73368 من حيث الاكتشاف.
اكتُشف هذا الجُرم الفلكي بواسطة تعقب الأجرام القريبة من الأرض في 16 مايو 2002.

## وصلات خارجية
- (73368) 2002 KB11 في قاعدة بيانات مختبر الدفع النفاث لأجرام النظام الشمسي الصغيرة

- الاكتشاف · مخطط المدار ·  العناصر المدارية · المعلمات المادية

- (73368) 2002 KB11 على موقع ويكي سكاي: DSS2, SDSS, GALEX, IRAS, Hydrogen α, X-Ray, Astrophoto, Sky Map, Articles and images